# Rhopalizus euporidus
Rhopalizus euporidus là một loài bọ cánh cứng trong họ Cerambycidae.